# František Kašík
Major František Kašík (26. března 1888 Polná – 18. září 1969 asi Praha) byl český voják, během první světové války československý legionář v Rusku, účastník Ruské občanské války a tzv. Sibiřské anabáze. Jakožto major Československé armády byl roku 1935 povolán na Ředitelství opevňovacích prací (ŘOP), pro které navrhl úspěšnou koncepci protitankové překážky, tzv. rozsocháče či českého ježka, posléze pak uplatněnou v armádách takřka po celém světě.

## Život

### Mládí
Narodil se v Polné nedaleko Německého Brodu na Českomoravské vysočině, v dětství se však s rodinou odstěhoval do Prahy. Absolvoval reálku na Žižkově, poté krátce studoval na Českém vysokém učení technickém. Když 28. července 1914 Rakousko-Uhersko vyhlásilo válku Srbsku, byl krátce poté odveden do rakousko-uherské armády k povinné vojenské službě a zařazen k dělostřeleckému pluku č. 3 nasazenému v pevnosti Přemyšl v Haliči, na východní válečné frontě. Po dobytí pevnosti v březnu 1915 se dostal do ruského zajetí.

### Čs. legie
Následně se přihlásil do nově vznikajících československých legií, se kterými po bolševickém převratu v Rusku absolvoval tzv. Sibiřskou anabázi, cestu československých legionářů pro Transsibiřské magistrále do Vladivostoku, a poté lodí kolem Asie do Evropy do nově vzniklého Československa, kam dorazil v červenci 1920. Dne 5. dubna 1921 se civilně oženil s Eliškou roz. Klusáčkovou z Polné, s níž měl několik dětí.
Vstoupil do nově vytvořené Československé armády a byl zaměstnán u ředitelství Zemského vojenského velitelství v Praze. V letech 1923 až 1925 pak svou pozici opustil, aby řídil výstavbu Vojenské muniční továrny v Poličce.

### Ředitelství opevňovacích prací
Roku 1935 byl pak v pozici majora povolán na Ředitelství opevňovacích prací (ŘOP) a pověřen velením 4. podskupina: vnitřního zařízení II.b stavebně-administrativní skupiny. ŘOP bylo pověřeno budováním rozsáhlého opevňovacího systému podél hranice s Nacistickým Německem a některými dalšími sousedními zeměmi, především prostřednictvím budování sítě betonových bunkrů a dalších vojenských objektů. Stal se autorem koncepcí několika ženijních opevňovacích systémů, z nichž nejvýznamnější a později nejpoužívanější byl tzv. rozsocháč, statická ocelová protitanková překážka, vzniklá de facto ze zdokonalení koncepce zátarasu typu španělský jezdec. Rozsocháč se pro svou jednoduchost a zároveň mimořádnou účinnost a bojovou odolnost stal posléze široce rozšířenou koncepcí. Rovněž Kašík navrhl také speciální heslový zámek pro poklopy kabelových komor a další zařízení.

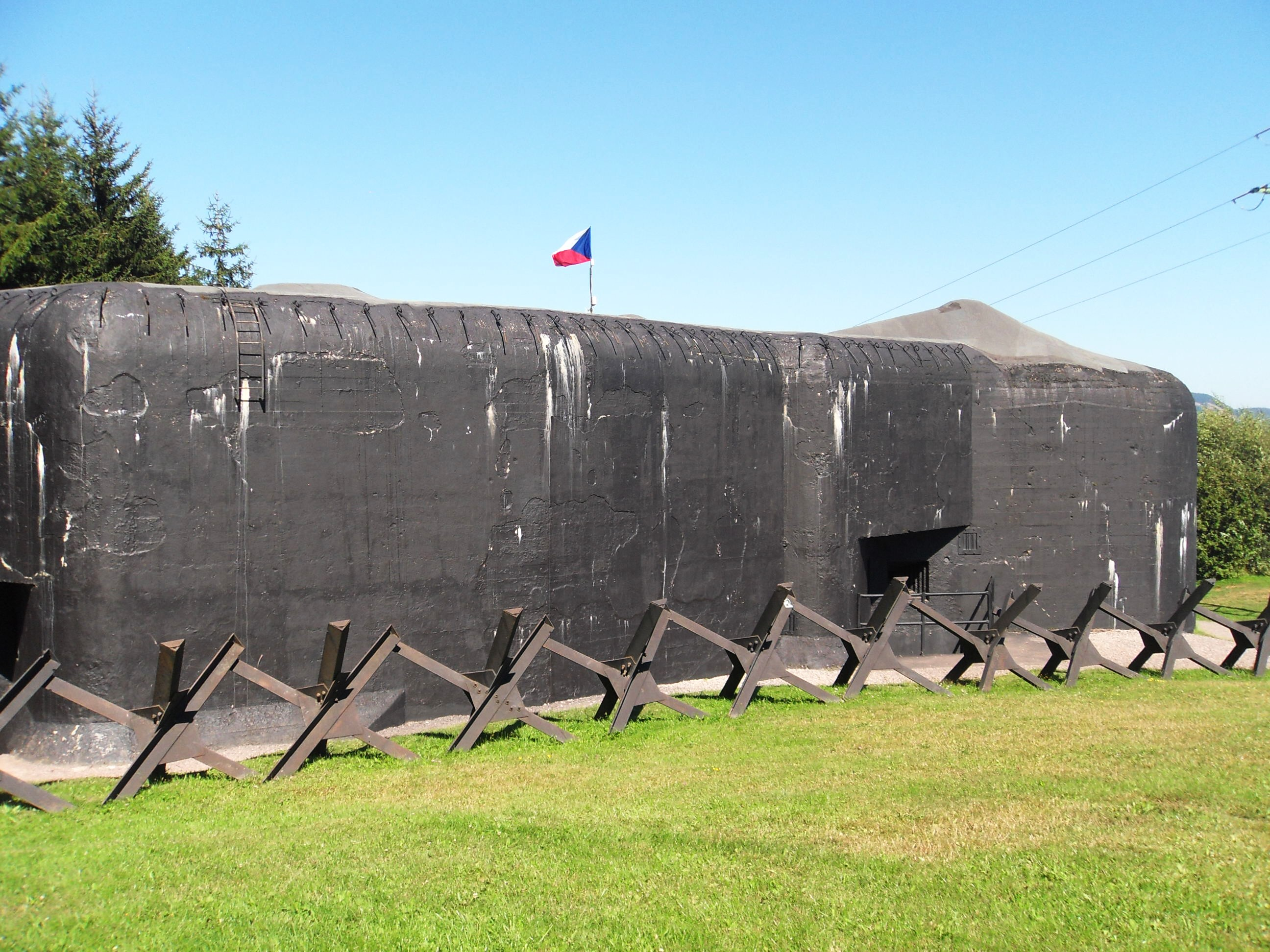
Rozsocháče před pevností Babí nedaleko Trutnova

Po tzv. Mnichovské dohodě a pozdějším obsazení Druhé republiky armádou nacistického Německa a vzniku Protektorátu Čechy a Morava Kašík armádu opustil. Jakožto vlastenec a důstojník se zapojil do organizace Obrana národa sdružující primárně někdejší vojáky československé armády v odbojové činnosti proti německým okupantům. Těžce jej prý trápilo vědomí, že jím navržený rozsocháč byl během vypuknuvší druhé světové války široce používán německou armádou.

### Po roce 1945
Po osvobození Československa roku 1945 se vrátil do Československé armády, v dubnu 1947 byl pak přeložen do zálohy a nedlouho poté armádu opustil. Své stavební zkušenosti následně uplatnil při práci v památkové péči, během 50. letech působil mj. při opravách Pražského hradu a přilehlého Jeleního příkopu či na výstavbě stavbě Laterny magiky v Praze, dokončené roku 1959.
V roce 1962 odešel do penze.

### Úmrtí
František Kašík zemřel 18. září 1969, patrně v Praze.